# Carmela Frulio
Carmela Frulio és una mestra i treballadora lingüistica de l'Alguer. Ha realitzat una tasca incansable a favor de la normalització lingüística a l'escola i forma part d'Òmnium Cultural de l'Alguer des de la seva creació, on participa activament. Col·laboradora de la Salvaguarda del Patrimoni Artístic i Cultural de l'Alguer i l'Escola de la Tercera Edat, actualment és coordinadora del Grup de Mestres del Centre de Recursos Pedagògics Maria Montessori i està implicada com a docent i supervisora en el Projecte Palomba i l'Escola de Alguerés Pascual Scanu. El 2005 va rebre el Premi d'Actuació Cívica de la Fundació Lluís Carulla.